# Julie Ann Hawkins
Julie Ann Hawkins (1967) es una botánica y taxónoma inglesa, del Dto de Ciencia Vegetales, Universidad de Reading. Se ha especializado en el género Parkinsonia, familia Caesalpiniaceae.

## Algunas publicaciones

### Libros
- quentin c.b. Cronk, richard m. Bateman, julie a. Hawkins. 2002. Developmental Genetics and Plant Evolution. Systematics Assoc. Special Vols. Ed. CRC Press, 543 pp. ISBN 1420024981, ISBN 9781420024982
- La abreviatura «Hawkins» se emplea para indicar a Julie Ann Hawkins como autoridad en la descripción y clasificación científica de los vegetales.[3]